# Dominicas de Santa Rosa de Lima
La Congregación de Hermanas Dominicas de Santa Rosa de Lima es un instituto religioso católico femenino, de vida apostólica y de derecho pontificio, fundado por las religiosas venezolanas Georgina Febres Cordero y Julia Picón Febres, en 1903, en Mérida. A las religiosas de este instituto se les conoce como Dominicas de Santa Rosa de Lima y posponen a sus nombres las siglas HH.DD..

## Historia
El 19 de agosto de 1898, las Hermanas de la Caridad de Santa Ana que prestaban servicio en el hospital de San Juan de Dios de Mérida (Venezuela) tuvieron que abandonar la misión. con el deseo de conservar la misión entre los enfermos, dos religiosas del instituto Georgina Febres Cordero y Julia Picón Febres, con la aprobación del obispo de Mérida, Antonio Ramón Silva, abandonaron la congregación y se quedaron al servicio del hospital.
El 21 de febrero de 1903, el instituto fue canónicamente erigido como congregación religiosa de derecho diocesano, por decreto del obispo Antonio Ramón Silva, quien les dio el nombre de Hermanas de la Caridad de Santa Rosa de Lima. El instituto fue agregado a la Orden de los Predicadores el 29 de mayo de 1924 y elevado a congregación de derecho pontificio por el papa Juan XXIII, mediante decretum laudis del 30 de agosto de 1961.

## Organización
La Congregación de Hermanas Dominicas de Santa Rosa de Lima es un instituto religioso de derecho pontificio, internacional y centralizado, cuyo gobierno es ejercido por una priora general. La sede central se encuentra en Mérida, ciudad ubicada en los andes venezolanos.
Las dominicas de Santa Rosa de Lima se dedican a la educación y a la pastoral sanitaria y forman parte de la familia dominica. En 2017, el instituto contaba con 141 religiosas y 31 comunidades, presentes en Colombia, Venezuela y Perú.